# Liriomyza geniculata
Liriomyza geniculata este o specie de muște din genul Liriomyza, familia Agromyzidae, descrisă de Mitsuhiro Sasakawa în anul 1992.
Este endemică în Venezuela. Conform Catalogue of Life specia Liriomyza geniculata nu are subspecii cunoscute.